# Englishman/African in New York
Englishman/African in New York è un singolo del cantautore britannico Sting e del cantautore beninese Shirazee, pubblicato il 19 marzo 2021 come terzo estratto dalla quinta raccolta di Sting Duets.

## Descrizione
Il singolo celebra un brano fondamentale della carriera di Sting Englishman in New York con l'artista africano Shirazee.

## Video musicale
Il video, diretto da Shirazee e Guillaume Doubet, è stato pubblicato contestualmente all'uscita del singolo attraverso il canale YouTube di Sting.

## Tracce
Testi di Sting e Shirazee.
1. Englishman/African in New York – 3:13